# Уніфікована упаковка сигарет

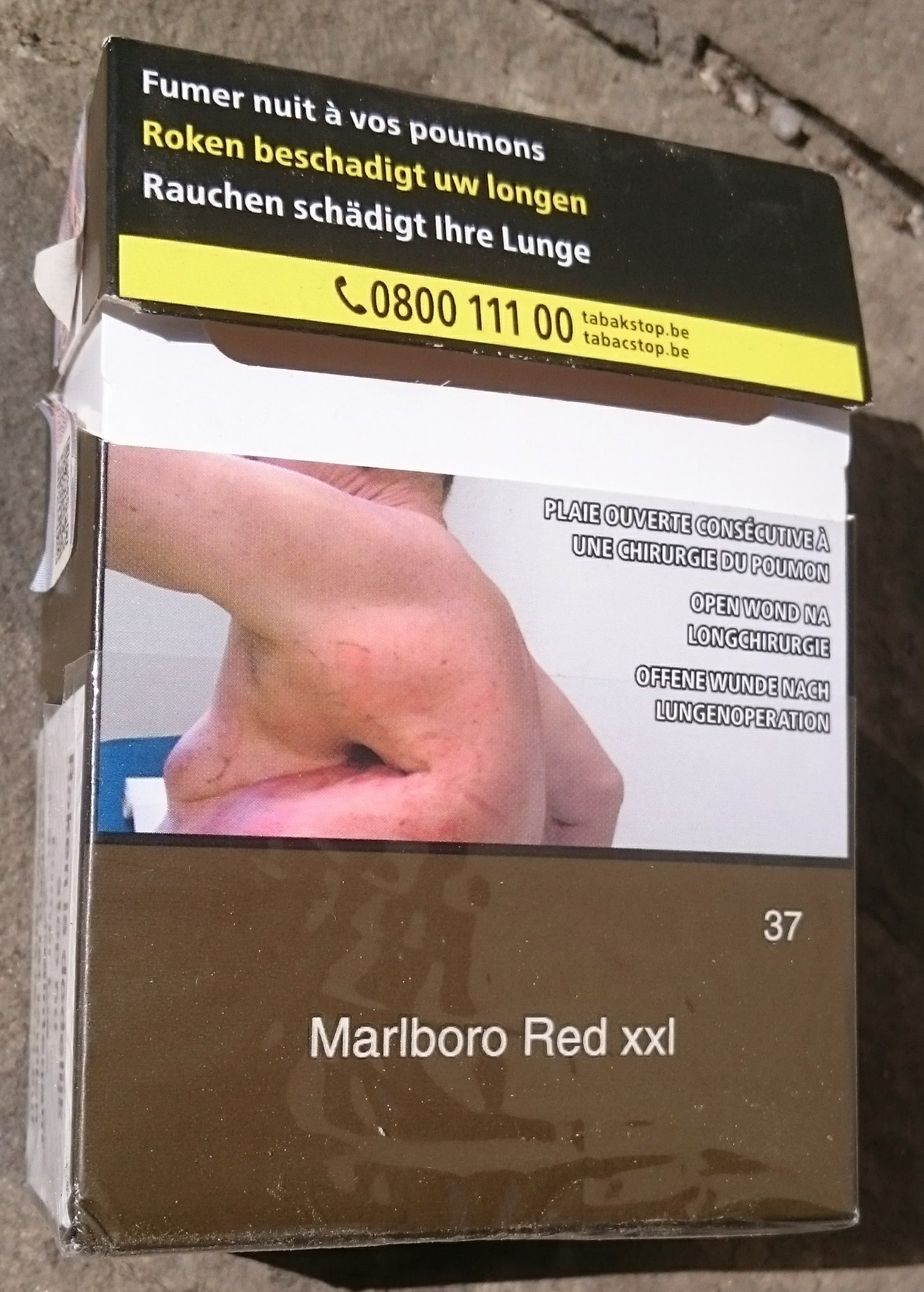

Уніфікована упаковка сигарет — упаковка з єдиним для усіх марок сигарет дизайном. Передбачає відведення 80% площі пачки на зображення, що ілюструють страшні наслідки куріння, і заборону на розміщення логотипу компанії-виробника, назви сигарет або будь-яких інших ідентифікаторів бренду.
З 1 грудня 2012 року введена в обіг в Австралії. Законодавчі ініціативи щодо впровадження уніфікованої упаковки обговорюються також у країнах Європейського Союзу, Канаді, Індії, Туреччині.

## Історія впровадження
1989 року Департамент охорони здоров'я Нової Зеландії першим у світі рекомендував запровадити єдину чорно-білу упаковку для усіх марок сигарет. На початку 1990-х аналогічна пропозиція розглядалася парламентом Канади і була визнана профільним комітетом з охорони здоров'я «розумним і виправданим кроком у боротьбі з тютюнопалінням». Проте, ініціатива так і не була впроваджена у життя в жодній з країн.
Австралія стала першою країною у світі, яка реалізувала закон про уніфіковане пакування. У серпні 2012 року було ухвалено відповідний закон, який набув чинності вже 1 грудня цього ж року.
20 грудня 2012 року Єврокомісія презентувала нову стратегію боротьби з тютюнокурінням, яка передбачає введення до 2015 року у країнах Європейського Союзу уніфікованої упаковки сигарет.